# Haumea (Mythologie)
Haumea ist eine hawaiische Gottheit der Fruchtbarkeit.
Sie gehört zu den ältesten Göttern der Insel. In einigen Erzählungen ist sie mit dem Gott Kanaloa verheiratet und hat mit ihm zahlreiche Kinder. Dazu zählen der Kriegsgott Kekaua-Kahi, die Vulkangöttin Pele und die Göttin Hi'iaka. Ihre Kinder werden aus verschiedenen Teilen des Körpers geboren.
Andere sehen in ihr die Göttin der Heiligen Erde Papa, diese ist Frau von Wākea. Die beiden sind die Ahnen allen Lebens (auch der Menschen).
Haumea erscheint in zahlreichen Gestalten. Sie besitzt den Zauberstab Makalei, der Fische anzieht und Nahrung erzeugt, außerdem kann er sie von einer alten Frau in ein schönes junges Mädchen verwandeln.
Mit dieser Kraft kam sie einst zurück in ihr Heimatland, verwandelte sich in ein junges Mädchen und heiratete immer wieder. Doch eines Tages wurde ihr Geheimnis entdeckt und seitdem kehrt sie nicht mehr zurück. Alternativ wird sie von Kaulu gefangen und getötet.
Als Göttin der Fruchtbarkeit ist sie auch mit der Geburt verbunden. Dazu gibt es die Geschichte der Häuptlingstochter Muleiula. Diese schrie vor Schmerz während der Geburt, Haumea kam und sah, dass die Sterblichen geboren wurden, indem man den Bauch der Mütter aufschnitt. Haumea machte daraufhin einen schmerzstillenden Trank aus den Blüten des Kan-Ka-Wi Baums (Spondias dulcis). Das gab sie Muleiula zu trinken und seitdem können Frauen normal gebären.

## Sonstiges
Nach ihr ist der Zwergplanet Haumea mit den Monden Hiʻiaka und Namaka, in der Mythologie Kinder der Göttin, benannt.